# Looihal (Gouda)

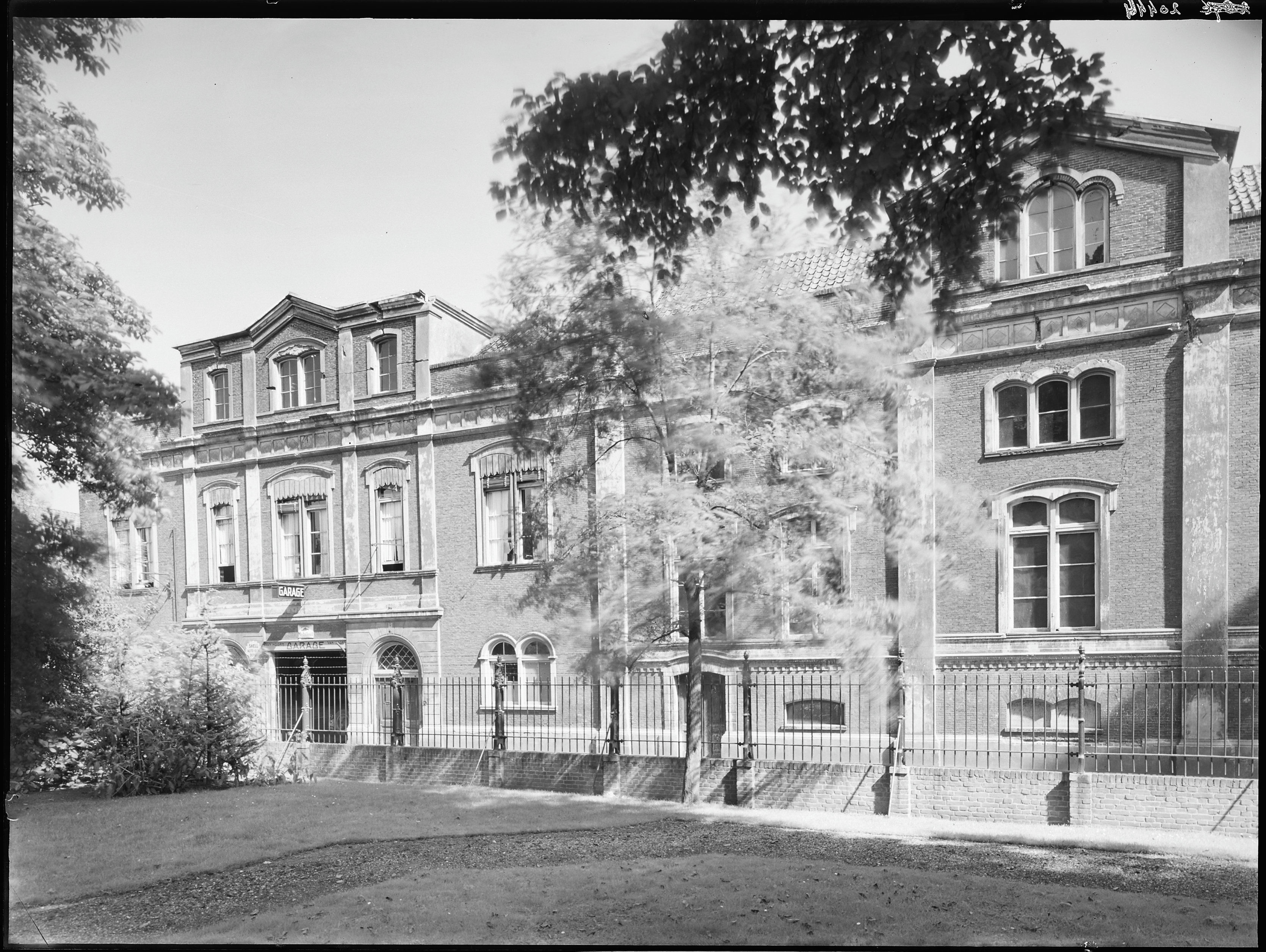
Voormalige Looihal met de uit de 19e eeuw daterende voorgevel, 1940

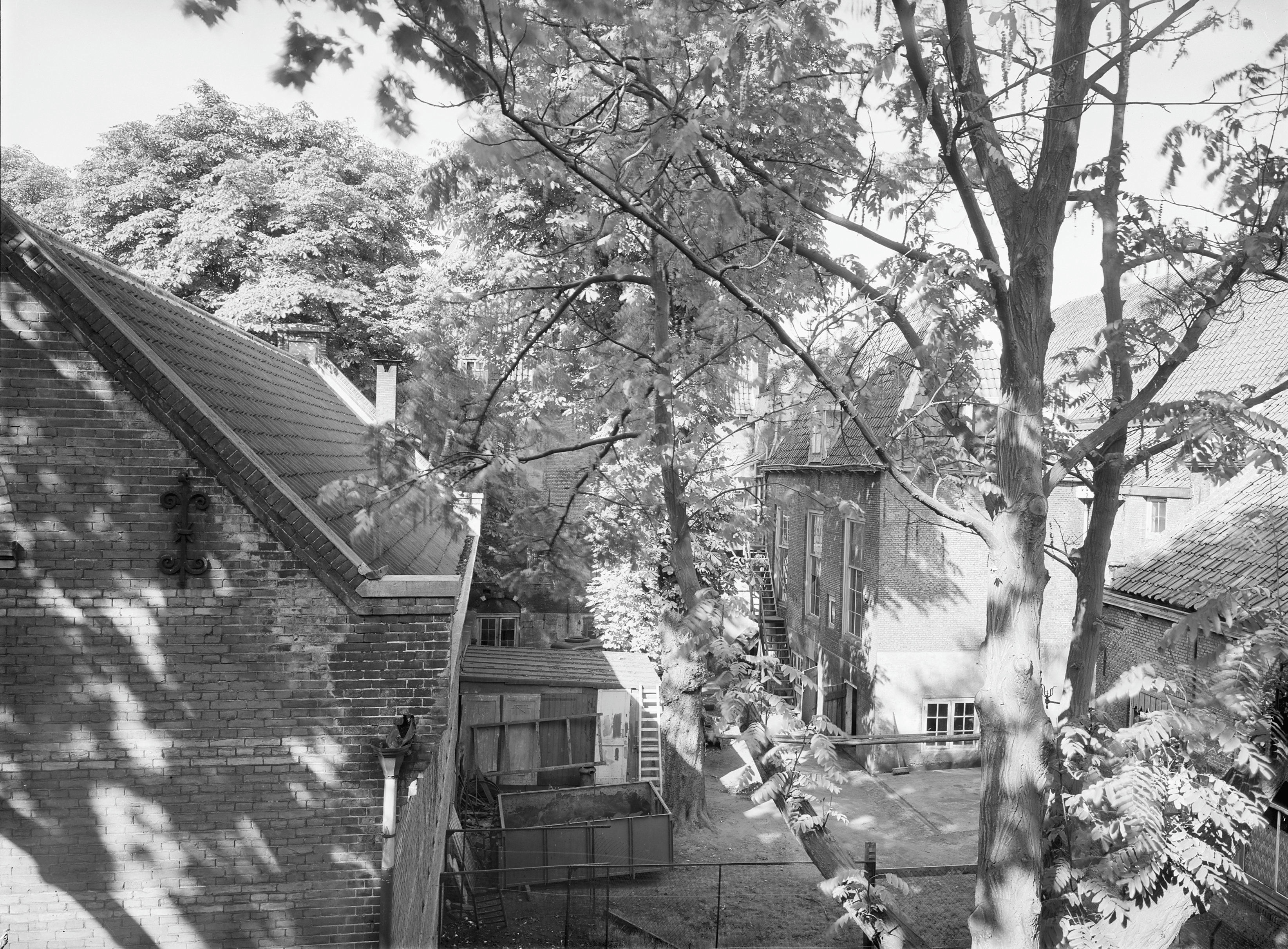
Voormalige Looihal, achterzijde, 1940

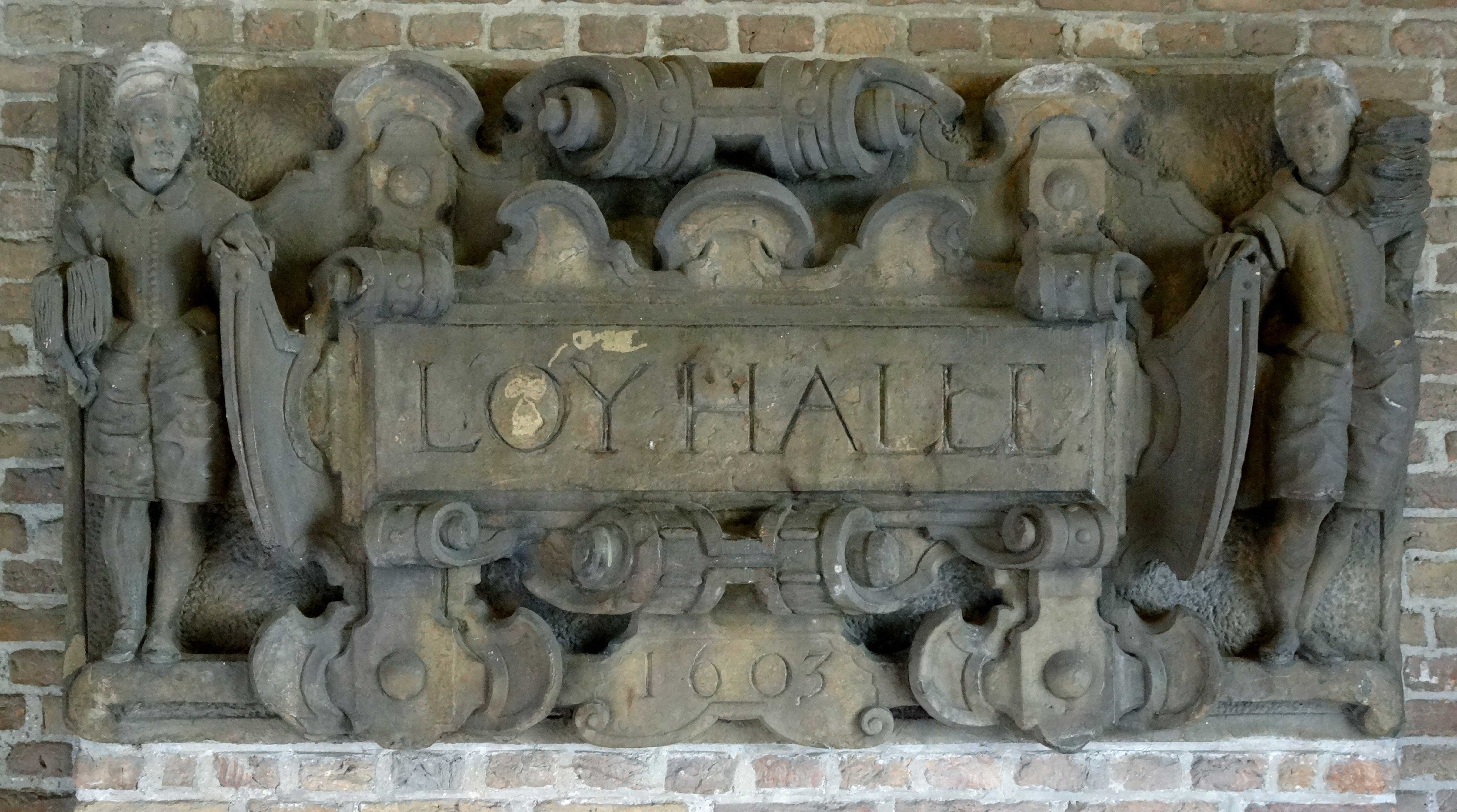
Gevelreliëf van de voormalige Looihal in Gouda

De Looihal was ondergebracht in het voormalige kloostercomplex van de Collatiebroeders aan de Jeruzalemstraat in de Nederlandse stad Gouda.

## Geschiedenis
Oorspronkelijk stond op deze plek aan de huidige Jeruzalemstraat het kloostercomplex van de Collatiebroeders, ook wel het Collatiehuis of het Sint-Paulusconvent genoemd. Het complex werd op het einde van de 15e eeuw gebouwd. De kapel die later bestemd zou worden als looihal was al in 1462 gebouwd, maar werd vernieuwd in 1549. In 1572 kwartierde Lumey zijn soldaten in het kloostercomplex. Hij vermoordde de overste en de procurator van het klooster. In 1573 werd het kloostercomplex toegewezen aan de Heilige Geestmeesters. De gebouwen van het voormalige klooster kregen diverse bestemmingen, maar de kloosterkapel werd in 1601 aangewezen als looihal. De ruimte werd gebruikt om wollen stoffen te keuren en te laten voorzien van een keurmerk. De kloosterkerk stortte al spoedig in, maar de Looihal bleef behouden evenals de met het complex verbonden Jeruzalemkapel.
De Looihal diende niet alleen voor het keuren van stoffen, maar de ruimte werd ook gebruikt voor vergaderingen en uitvoeringen. Zo vergaderden de wijkmeesters er en de ingelanden van de polder Bloemendaal. Ook werden er concerten gegeven.
In het begin van de 19e eeuw is de Looihal tijdelijk gebruikt als synagoge door de Joodse bevolking van Gouda. Later deed het gebouw onder meer dienst als gevangenis en als kazerne. Defensie liet in 1870 de voorgevel van de Looihal aan de kant van de Jeruzalemstraat vernieuwen. Halverwege de 20e eeuw waren de gebouwen dermate bouwvallig geworden, dat in 1943 werd besloten tot afbraak van het complex. Alleen de Jeruzalemkapel is gespaard gebleven.
Op de plaats van de vroegere Looihal staat het poortje van de voormalige Joodse begraafplaats van Gouda. Bij de afbraak werd een priesterzerk gevonden van Jan Hughe Ghijsbrecht soen uit 1504. De zerk heeft een plaats gekregen in de vloer van Museum Gouda. Het gevelreliëf, mogelijk vervaardigd door de stadsbeeldhouwer Gregorius Cool, is ingemetseld in het Lazaruspoortje, de toegang naar het museum.